# Pascal Krauss
Pascal Krauss é um lutador alemão de Artes marciais mistas, atualmente compete no Peso Meio Médio do Ultimate Fighting Championship. Seu apelido significa 'tanque' em português.

## Carreira no MMA

### Começo
Após um encontro com o faixa preta de Judô e praticante de MMA alemão Gregor Herb, em 2007, Pascal também começou a treinar Jiu-Jitsu e MMA. Ele fez sua estréia no MMA profissional em janeiro de 2008, em seu país natal, a Alemanha.
Em 2009, Pascal passou algum tempo no Rio de Janeiro para treinar com o mentre de Jiu Jitsu Brasileiro Roberto "Gordo" Correa. Após oito semanas de treinamento ao lado de Antonio Braga Neto, Rafael dos Anjos, Delson Heleno e a lenda do MMA Vitor Belfort, entre outros, ele foi premiado com uma faixa azul de JJB. Em 2010 Pascal fez uma viagem para os EUA para passar algum tempo na academia de MMA de Renzo Gracie e Cesar Gracie em Nova York - a casa de lutadores renomeados, como Jake Shields, Nick Diaz, Nate Diaz e Gilbert Melendez.
Depois de bater John Quinn, em 22 de maio de 2010 no Cage Warriors Fight Championship, ele conquistou o Cinturão Meio Médio do Cage Warriors. Ele sucedeu Dan Hardy, que teve que desocupar o título depois de assinar com o UFC em 2008.

### Ultimate Fighting Championship
Em Agosto de 2010, Pascal assinou um contrato de quatro lutas com o Ultimate Fighting Championship. Ele era esperado para fazer sua estréia na promoção no UFC 122 em Oberhausen na Alemanha contra o então invicto Kenny Robertson. No meio de Outubro, Robertson se retirou da luta devido a uma lesão e foi substituído pelo também recém-chegado no UFC e invicto Mark Scanlon. Krauss venceu por decisão unânime.
Krauss era esperado para enfrentar John Hathaway em 05 de novembro de 2011, no UFC 138. No entanto, Krauss se retirou da luta citando uma lesão no ombro, e foi substituído por Matt Brown.
Krauss/Hathaway finalmente aconteceu em 5 de maio de 2012 no UFC on Fox: Diaz vs. Miller. Krauss perdeu a luta por decisão unânime.
Krauss era esperado para enfrentar o estreante no UFC Gunnar Nelson em 29 de setembro de 2012 no UFC on Fuel TV: Struve vs. Miocic. No entanto, Krauss foi forçado a retirar-se da luta após ter recebido uma joelhada forte na caixa torácica, enquanto fazia sparring e teve que ser levado às pressas para o hospital depois de reclamar de dores no peito. Os médicos do Hospital Universitário de Freiburg lhe diagnosticaram com costelas severamente feridas, um músculo inflamado no peito e uma vértebra deslocada, tornando Krauss incapaz de lutar e foi substituído por DaMarques Johnson.
Krauss enfrentou Mike Stumpf em 26 de janeiro de 2013, o UFC on Fox: Johnson vs. Dodson. Ele venceu a luta por decisão unânime.
Krauss enfrentou o coreano Hyun Gyu Lim em 31 de agosto de 2013 no UFC 164 e perdeu por nocaute técnico no primeiro round.
Krauss era esperado para enfrentar o russo estreante no UFC Adam Khaliev em 25 de janeiro de 2014 no UFC on Fox: Henderson vs. Thomson. Porém, a luta foi riscada do card após ambos lutadores se retirarem do card.

## Cartel no MMA
| Cartel no MMA   |             |            |
| 13 lutas        | 11 vitórias | 2 derrotas |
| Por nocaute     | 2           | 1          |
| Por finalização | 7           | 0          |
| Por decisão     | 2           | 1          |

| Res.    | Cartel | Oponente            | Método                             | Evento                           | Data       | Round | Tempo | Local                       | Notas                                       |
| ------- | ------ | ------------------- | ---------------------------------- | -------------------------------- | ---------- | ----- | ----- | --------------------------- | ------------------------------------------- |
| Derrota | 11-2   | Hyun Gyu Lim        | Nocaute Técnico (joelhada e socos) | UFC 164: Henderson vs. Pettis II | 31/08/2013 | 1     | 3:58  | Milwaukee, Wisconsin        | Luta da Noite.                              |
| Vitória | 11–1   | Mike Stumpf         | Decisão (unânime)                  | UFC on Fox: Johnson vs. Dodson   | 26/01/2013 | 3     | 5:00  | Chicago, Illinois           |                                             |
| Derrota | 10–1   | John Hathaway       | Decisão (unânime)                  | UFC on Fox: Diaz vs. Miller      | 05/05/2012 | 3     | 5:00  | East Rutherford, New Jersey |                                             |
| Vitória | 10–0   | Mark Scanlon        | Decisão (unânime)                  | UFC 122: Marquardt vs. Okami     | 13/11/2010 | 3     | 5:00  | Oberhausen                  | Luta da Noite                               |
| Vitória | 9–0    | John Quinn          | Finalização (mata leão)            | Cage Warriors: Right to Fight    | 22/05/2010 | 2     | 4:47  | Birmingham                  | Venceu o Título Meio Médio do Cage Warriors |
| Vitória | 8–0    | Srdjan Sekulic      | Nocaute Técnico (socos)            | WFC 9: Restart                   | 20/12/2009 | 2     | 2:24  | Ljubljana                   |                                             |
| Vitória | 7–0    | Mehdi Mahouche      | Finalização (mata leão)            | Fight Night Freiburg 2           | 10/10/2009 | 1     | 4:23  | Freiburg                    |                                             |
| Vitória | 6–0    | Gökmen Dali         | Finalização (d'arce choke)         | Shooto: Switzerland 6            | 09/09/2009 | 2     | 4:33  | Zurique                     |                                             |
| Vitória | 5–0    | Dominique Stetefeld | Finalização (mata leão)            | La Onda: Fight Night Special 3   | 23/08/2009 | 1     | 1:09  | Halberstadt                 |                                             |
| Vitória | 4–0    | Kamil Lipinski      | Nocaute Técnico (socos)            | Hamburger Käfig: Second Strike   | 01/03/2009 | 2     | 2:33  | Hamburg                     |                                             |
| Vitória | 3–0    | Kristian Ozimec     | Finalização (mata leão)            | Fight Night Freiburg             | 06/12/2008 | 1     | 3:24  | Freiburg                    |                                             |
| Vitória | 2–0    | Michael Heist       | Finalização (keylock)              | Gorilla Fight 2                  | 05/04/2008 | 1     | 4:45  | Mannheim                    |                                             |
| Vitória | 1–0    | Manuel Sagmeister   | Finalização (kimura)               | This is Shido 3                  | 27/01/2008 | 1     | 3:30  | Lossburg                    |                                             |